# جینو استرادا
جینو استرادا (ایتالیایی: Gino Strada; ۲۱ آوریل ۱۹۴۸ - ۱۳ اوت ۲۰۲۱) جراح جنگی اهل ایتالیا و بنیان‌گذار سازمان مردم نهاد اورژانس بود. سازمان اورژانس در ۱۳ کشور جنگ زده، از جمله عراق، افغانستان، سودان، سیرالئون، کامبوج و جمهوری آفریقای مرکزی فعالیت کرده‌است. وی همچنین برندهٔ جوایزی همچون جایزه نوبل آلترناتیو شده‌است.
جینو استرادا در ۱۳ اوت ۲۰۲۱ به دلیل ایست قلبی درگذشت.